# The Fable of the Slim Girl Who Tried to Keep a Date That Was Never Made
The Fable of the Slim Girl Who Tried to Keep a Date That Was Never Made è un cortometraggio muto del 1916 diretto da Richard Foster Baker.
Il soggetto è tratto da una storia dello scrittore George Ade.

## Produzione
Il film fu prodotto dalla Essanay Film Manufacturing Company.

## Distribuzione
Distribuito dalla General Film Company, il film - un cortometraggio in una bobina - uscì nelle sale cinematografiche USA il 13 settembre 1916.